# Colostygia fuscolimbata
Colostygia fuscolimbata là một loài bướm đêm trong họ Geometridae.